# Triangellås
Triangellås är en teknik inom en rad kampsporter samt inom wrestling.
Låset är en strypning som genomförs genom att man lägger ett ben runt motståndarens hals eller nacke och låser fast foten bakom knävecket på andra benet så att motståndarens hals och hans närmre arm är fastlåsta. Sedan klämmer man ihop benen, höjer höfterna och drar i armen som man låst fast. Därigenom snärps blodströmmen åt i artärerna på båda sidor om motståndarens hals. På ena sidan av tryck mot benet, på andra sidan av tryck mot den egna axeln. Om låset är rätt utfört förlorar offret medvetandet inom loppet av några sekunder.
Normalt attackerar man med triangel från guard, det vill säga man ligger på rygg med motståndaren ovanpå mellan ens ben. Tekniken fungerar dock även från andra positioner.
Triangellås är ett effektivt sätt att vinna matcher i till exempel submission wrestling, MMA och vale tudo.